# Philotrypesis ficicola
Philotrypesis ficicola är en stekelart som beskrevs av William Harris Ashmead 1905. Philotrypesis ficicola ingår i släktet Philotrypesis och familjen fikonsteklar.
Artens utbredningsområde är Filippinerna. Inga underarter finns listade i Catalogue of Life.